# Брайън Кранстън
Брайън Лий Кранстън (на английски: Bryan Lee Cranston) е американски актьор. Носител е на 2 награди „Златен глобус“, 2 награди „Сатурн“ и 6 награди „Еми“. Най-известен е с ролите си на Хел в комедийния сериал „Малкълм“ и Уолтър Уайт в драматичния сериал „В обувките на Сатаната“.
Представянето на Кранстън във „В обувките на Сатаната“ често се счита за едно от най-добрите представяния в телевизионна история. Именно тази си роля той печели четири награди „Еми“ през 2008, 2009, 2010 и 2014 г. През 2011 г. става продуцент на сериала, спечелвайки още две награди „Еми“.
През 2014 г. Кранстън печели и награда „Тони“ за ролята си на президента Линдън Джонсън в постановката „До самия край“ в Броудуейския театър – роля, която повтаря за едноименния филм на HBO от 2016 г. През 2018 г. печели награда „Лорънс Оливие“ за ролята си на Хауърд Бийл в постановката „Телевизионна мрежа“ в Кралския национален театър.
Кранстън играе и в няколко успешни филма, като например „Спасяването на редник Райън“ (1998), „Мис Слънчице“ (2006), „Живот на скорост“ (2011), „Арго“ (2012) и „Годзила“ (2014). Създава, продуцира и пише сценария за криминалната драма „Sneaky Pete“ (2015 – 2019) на Amazon Studios. Играе озвучителни роли във филмите „Мадагаскар 3“ (2012), „Кунг-фу панда 3“ (2016) и „Островът на кучетата“ (2018).
През 2019 г. Кранстън е удостоен с награда „Ани“ в категория „Най-добро озвучаване в пълнометражен анимационен филм“ за ролята на Шеф в „Островът на кучетата“.

## Биография

### Произход и образование
Брайън Кранстън е роден на 7 март 1956 г. в Холивуд, Лос Анджелис, САЩ. Той е второто от общо три деца на Аналиса и Джоузеф Кранстън. Майка му е радио актриса с германски произход, а баща му е актьор и бивш аматьорски боксьор с австрийско-германско, германско и ирландско потекло.
Кранстън израства в Канога Парк близо до Лос Анджелис. Когато е на 11-годишна възраст, баща му напуска семейството и двамата не се виждат през следващите 11 години. След това двамата поддържат връзка до 2014 г., когато баща му умира.
Кранстън твърди, че е черпил образа си на Уолтър Уайт от баща си, който е имал извита стойка „сякаш тежестта на света е на плещите му“. След като баща му изчезва, той отчасти е отгледан от баба си и дядо си в птицевъдната им ферма в Юкипа.
През 1968 г., когато е на 12-годишна възраст, той се среща в младия Чарлс Менсън, докато язди кон с братовчед си. Това се случва около година преди Менсън да нареди убийството на Шарън Тейт.
В гимназията Кранстън е член на училищния клуб по химия и завършва полицейски науки от колежа Вали в Лос Анджелис през 1976 г.

### Кариера
След колежа Кранстън започва актьорската си кариера в местните театри. Участва в  представления и като малък, но родителите му, които са в шоубизнеса, са със смесени чувства относно това дали синът им трябва да поема този професионален път.
Кранстън провежда брачни церемонии за 150 долара на служба. Той работи и като сервитьор, нощна охрана, товарач на камиони, оператор на камера за услуга за видео запознанства и като охранител в супермаркет. Към края на 1980-те години играе малки роли и в реклами. Към началото на 1990-те години започва да озвучава английски дублажи на японски анимета (под псевдонима Лий Стоун).

## Частична филмография

### Филми
| Година | Филм                              | Оригинално заглавие                | Роля                  | Режисьор                                |
| ------ | --------------------------------- | ---------------------------------- | --------------------- | --------------------------------------- |
| 1996   | Музиката, която правиш            | That Thing You Do!                 | Върджил               | Том Ханкс                               |
| 1998   | Спасяването на редник Райън       | Saving Private Ryan                |                       | Стивън Спилбърг                         |
| 2006   | Мис Слънчице                      | Little Miss Sunshine               |                       | Джонатан Дейтън, Валери Фарис           |
| 2011   | Адвокатът с Линкълна              | The Lincoln Lawyer                 | Детектив Ланкфорд     | Брад Фърман                             |
| 2011   | Отчуждение                        | Detachment                         |                       | Тони Кей                                |
| 2011   | Живот на скорост                  | Drive                              | Шанън                 | Николас Виндинг Рефн                    |
| 2011   | Лари Краун                        | Larry Crowne                       | Дийн Тейнът           | Том Ханкс                               |
| 2011   | Заразяване                        | Contagion                          | Хагърти               | Стивън Содърбърг                        |
| 2011   | Батман: Година първа              | Batman: Year One                   | Комисар Гордън (глас) | Сам Лиу, Лорън Монтгомъри               |
| 2012   | Червените опашки                  | Red Tails                          |                       | Антъни Хемингуей, Джордж Лукас          |
| 2012   | Джон Картър: Между два свята      | John Carter                        | Пауъл                 | Андрю Стантън                           |
| 2012   | Мадагаскар 3                      | Madagascar 3: Europe's Most Wanted | Витали (глас)         | Ерик Дарнел, Том Макграт, Конрад Върнън |
| 2012   | Рок завинаги                      | Rock of Ages                       | Майк Уитмор           | Адам Шанкам                             |
| 2012   | Зов за завръщане                  | Total Recall                       | канцлер Кохейгън      | Лен Уайзман                             |
| 2012   | Арго                              | Argo                               | Джак О'Донъл          | Бен Афлек                               |
| 2014   | Годзила                           | Godzilla                           | Джо Броуди            | Гарет Едуардс                           |
| 2015   | Тръмбо                            | Trumbo                             | Долтън Тръмбо         | Джей Роуч                               |
| 2016   | Кунг-фу панда 3                   | Kung Fu Panda 3                    | Ли Шан (глас)         | Дженифър Ю Нелсън, Алесандро Карлони    |
| 2016   | Защо точно той?                   | Why Him?                           | Стефани Флеминг       | Джон Хамбург                            |
| 2017   | Катастрофалният артист            | The Disaster Artist                |                       | Джеймс Франко                           |
| 2018   | Островът на кучетата              | Isle of Dogs                       | Чийф (глас)           | Уес Андерсън                            |
| 2019   | В обувките на Сатаната: Ел Камино | El Camino: A Breaking Bad Movie    | Уолтър Уайт           | Винс Гилиган                            |
| 2020   | Единственият и неповторим Айвън   | The One and Only Ivan              | Мак                   | Теа Шарок                               |
| 2023   | Астероид Сити                     | Asteroid City                      |                       | Уес Андерсън                            |
| 2024   | Аргайл: Супершпионин              | Argylle                            | Ритър                 | Матю Вон                                |
| 2024   | Кунг-фу панда 4                   | Kung Fu Panda 4                    | Ли Шан (глас)         | Майк Мичъл                              |

### Телевизия
- „Убийство по сценарий“ (1986 – 1996)
- „Хил Стрийт Блус“ (1987 – 1991)
- „Матлок“ (1987)
- „Спасители на плажа“ (1989)
- „Джейк и дебелака“ (1990)
- „Светкавицата (сериал, 1990)“ (1990)
- „Законът на Ел Ей“ (1992)
- „Пауър Рейнджърс“ (1993)
- „Уокър, тексаският рейнджър“ (1993)
- „Зайнфелд“ (1994 – 1997)
- „Докосване на ангел“ (1995)
- „Господин Никой (сериал)“ (1995)
- „Диагноза: Убийство“ (1996 – 1998)
- „Досиетата Рокфорд: Престъпление и наказание“ (1997)
- „Вавилон 5“ (1997)
- „Сабрина младата вещица“ (1997)
- „От Земята до Луната“ (1998)
- „В.И.П.“ (1998)
- „Досиетата Х“ (1998)
- „Чикаго Хоуп“ (1998)
- „Скъпа, смалих децата (сериал)“ (1998)
- „На гости на третата планета“ (1999)
- „Хамелеонът (сериал)“ (1999)
- „Кралят на квартала“ (1999 – 2001)
- „Малкълм“ (2000 – 2006)
- „Лило и Стич: Сериалът“ (2003 – 2005) (глас)
- „Американски татко!“ (2005 – 2010) (глас)
- „Семейният тип“ (2006 – 2014; 2018)
- „Как се запознах с майка ви“ (2006 – 2013)
- „В обувките на Сатаната“ (2008 – 2013)
- „На живо в събота вечер]]“ (2010)
- „Арчър“ (2012) (глас)
- „Рокфелер плаза 30“ (2012)
- „Семейство Симпсън“ (2012 – 2013) (глас)
- „Шоуто на Кливланд“ (2012 – 2013) (глас)
- „СуперИмение“ (2015 – 2018) (глас)
- „Ваша чест“ (2020 – 2023)
- „Обадете се на Сол“ (2022)